# Granada Televisión
Granada Televisión fue un canal de televisión local de Granada, propiedad de Alhambra RTV S.L.. Fue durante una larga etapa la emisora líder en el mercado de las televisiones locales de Granada.
Su parrilla estaba formada por programas de producción propia realizados por los servicios informativos de Radio Granada, y por la productora Alhambra RTV.

## Historia
Sus emisiones comenzaron el 27 de enero de 1999 bajo el nombre de "Alhambra Televisión". Un año después, en el 2000, se integró dentro de la red de televisiones locales del Grupo Prisa, Localia, pasando a denominarse "Localia Granada TV" y emitiendo tanto sus contenidos propios como los contenidos aportados por Localia. Entre estos contenidos se incluían reportajes producidos por la BBC y National Geografic, series de gran renombre, telenovelas afamadas y una selección de la cinematografía nacional e internacional de las principales distribuidoras. Con respecto a la programación local, destacaban la emisión de los informativos locales, reportajes, entrevistas, retransmisiones de la Semana Santa, así como producción propia, como Granada Cofrade o Granada, Pueblo a Pueblo.
El 14 de noviembre de 2008, el Grupo Prisa anuncia el cese de emisiones de Localia Televisión el 31 de diciembre de ese mismo año debido a la mala situación económica causada por la crisis de dicho año, la crisis publicitaria en el sector sin perspectivas de recuperación, así como "dificultades e incoherencias" en el marco audiovisual español, la saturación de licencias de TDT y la arbitrariedad política en el proceso de concesiones de licencias, factores que agravaron la situación de la cadena. Localia Televisión Granada continuó emitiendo ya sin formar parte de la red de Localia y cambiando su denominación a "Granada Televisión" el 1 de enero del 2009, recuperando el logotipo de "Alhambra Televisión" con un nuevo estilo visual.
El 10 de marzo de 2010, Granada Televisión comienza a emitir en digital a través de su licencia obtenida para TDT Local (TDT-L). Durante un periodo de pruebas, Granada Televisión emitió en forma de bucle un documental sobre las emociones que produce la ciudad de la Alhambra, locutado por el periodista granadino ya fallecido Juan Bustos y producido por la Caja General de Ahorros de Granada en 1993.
El 25 de marzo de 2010, Granada Televisión finaliza la fase de pruebas e inicia sus emisiones regulares en TDT. El 1 de junio de 2010 se activa el servicio de EPG, con el listado actualizado de la parrilla de programas de la emisora.
El 1 de marzo de 2011, Granada Televisión se integra en una nueva red de televisiones locales, "UNA TV", cambiando la denominación de Granada Televisión por 'UNA GRANADA TV'.
En 2012, Granada Televisión, ya convertida en "UNA GRANADA TV", cesa sus emisiones debido a la crisis del sector audiovisual, que se vio agravado por las constantes transformaciones que sufrió la TDT. Además, la transición de las emisiones de televisión analógica a televisión digital fue un proceso muy complicado técnica y económicamente para las televisiones locales españolas.
Actualmente, la licencia de TDT Local perteneciente a la sociedad "Alhambra RTV", está siendo explotada por la red de televisiones andaluzas 8TV Andalucía.